# 연출
연출(演出,Staging 또는 Mise-en-Scène)은 사물을 표현할 때 그것을 효과적으로 보여주는 것을 뜻한다.
연출(演出)은 연극이나 방송극, 영화나 그래픽 노블등에서, 각본을 바탕으로 배우나 캐릭터의 연기, 무대 장치, 의상, 조명, 분장 따위의 여러 부분을 종합적으로 표현함으로써 작품의 의도(intent)하는 바를 완성하는 일. 또는 그런 일을 맡은 사람을 가리킨다. 특히 미장센(Mise-en-Scène)으로 보다 자세히 다루어지거나 또는 디렉터(director)등으로 불린다.

## 사진술
사진을 만드는 과정에 있어서 연출이 필요한지, 허용되는 것인지 하는 문제가 있다. 연출이란 말 그 자체는 연극용어이며, 사진용어로서는 더욱 광의로 해석되고 있는 인터프리테이션(interpretation)－전달하는 통역자적인 의미를 함유하고 대상을 진실에 가깝게 알리기 위한 전달수단이다. 인물에게 포즈를 잡게 하는 것도, 인물과의 대화 중에서의 순간파악도 연출로 본다면 사진에는 많건 적건 간에 이 연출의 요소는 포함되어 있다고 할 수 있다. 가장 전형적인 예로서는 유사프 카시의 작품인 처칠의 포트레이트에서 여송연을 빼앗음으로써 처칠의 면목약여(面目躍如)한 품격을 베껴낼 수도 있었다. 그러나 다큐멘터리한 대상에 손질을 하고 포즈를 취하도록 하는 것은 왜곡하지 않는 한에서 테마의 전형적인 패턴으로서, 또한 그 연출이 작가의 의도인 한 허용된다. 그러나 인명에 관계되는 것, 전도(戰倒의 표현이 될 경우에는 허용되지 않으나 어디까지나 작가의 주장에 입각한 연출이어야 하고 작가의 양식이기도 하다.

## 연출권
연출권(演出權)은 저작물을 상연하거나 연주할 때에 그 저작자가 갖게 되는 권리 또는 연극이나 방송극 따위에서, 각본을 바탕으로 배우의 연기, 무대 장치, 의상, 분장, 조명, 음악 따위의 여러 가지 요소를 종합하여 효과적으로 무대 공연을 할 수 있도록 지도하는 일을 전문적으로 하는 연출가가 갖는 권리이자 책임이다.